# Bobby Edner

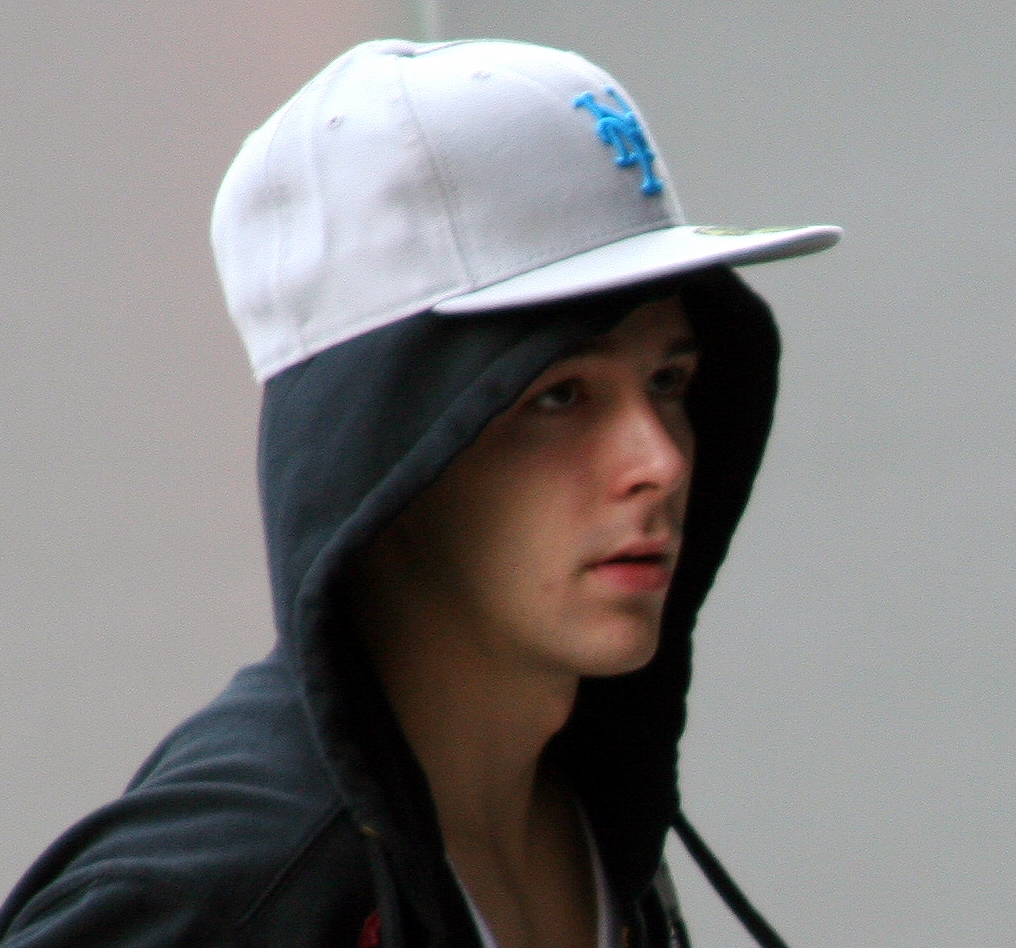
Bobby Edner, 2008

Robert Charles „Bobby“ Edner (* 5. Oktober 1988 in Downey, Kalifornien) ist ein US-amerikanischer Schauspieler und Sänger.

## Leben
Edner wurde als Kind jüdischer Eltern in Downey (Kalifornien) geboren. Seine jüngere Schwester Ashley ist ebenfalls als Schauspielerin tätig.
Seine ersten Erfahrungen in der Filmbranche sammelte er bereits im Alter von vier Jahren als Synchronsprecher für die englische Fassung des Anime-Films Porco Rosso. Danach folgten zahlreiche Gastauftritte in Fernsehserien wie Ellen, Profiler, Für alle Fälle Amy oder Veronica Mars. Für seinen Gastauftritt in Eine starke Familie wurde er 1999 mit dem Young Artist Award ausgezeichnet. Seit 1995 ist er verstärkt in der Werbung tätig. Er war u. a. in Werbespots für Intel, Alaska Airlines, Taco Bell und Nintendo DS zu sehen.
Edners Spielfilmdebüt war 1999 in dem Film Die Muse an der Seite von Sharon Stone und Albert Brooks. In den Jahren 2001 und 2002 wurde er für seine Rollen in den Filmen The Trial of Old Drum und The Day the World Ended – Tod aus dem All jeweils für den Young Artist Award nominiert. In den Filmen Tötet Smoochy, Kangaroo Jack, Agent Cody Banks und Big Fish war er lediglich an der Synchronisation beteiligt und trat selbst nicht physisch in Erscheinung.
2006 lieh er dem Charakter Vaan in dem Computerspiel Final Fantasy XII seine Stimme.
2001 tanzte er in dem Musikvideo zu Smooth Criminal von Alien Ant Farm und im gleichen Jahr im Video zu Ain’t it Funny von Jennifer Lopez. 2003 spielte er eine Nebenrolle in Robert Rodriguez’ Film Mission 3D. Auf dem Soundtrack zum Film singt er zusammen mit Alexa Vega das Lied Heart Drive. Neben der Schauspielerei betätigt sich Edner seit 2006 auch verstärkt im musikalischen Bereich und war kurzzeitig Mitglied der Popgruppe NLT, die er aber nach kurzer Zeit wieder verließ. Seit 2007 war er Mitglied in der Boygroup Varsity Fanclub. Am 1. Mai 2011 gaben Varsity Fanclub bekannt, dass Bobby nicht länger Teil der Band ist.

## Filmografie (Auswahl)
- 1992: Porco Rosso (紅の豚 Kurenai no Buta) (Stimme)
- 1999: Die Muse (The Muse)
- 2000: Der Weg nach El Dorado (The Road to El Dorado) (Stimme)
- 2000: The Trial of Old Drum
- 2001: Wenn der Eismann kommt (We All Scream For Ice Cream)
- 2001: Die Monster AG (Monsters, Inc.) (Stimme)
- 2001: The Day the World Ended – Tod aus dem All (The Day the World Ended)
- 2002: Tötet Smoochy (Death to Smoochy) (Stimme)
- 2003: Kangaroo Jack (Stimme)
- 2003: Agent Cody Banks (Stimme)
- 2003: Big Fish (Stimme)
- 2003: Mission 3D (Spy Kids 3-D: Game Over)
- 2007: Welcome to Paradise

## Auszeichnungen
Young Artist Award
Auszeichnungen:
- 1999: Beste Darstellung in einer Fernsehserie – Gastdarsteller in Eine starke Familie

Nominierungen:
- 2000: Beste Darstellung in einer Fernsehserie – Gastdarsteller in Ein Hauch von Himmel
- 2001: Beste Darstellung in einem Spielfilm – Hauptdarsteller in The Trial of Old Drum
- 2002: Beste Darstellung in einem Spielfilm – Hauptdarsteller in The Day the World Ended – Tod aus dem All
- 2002: Beste Darstellung in einer Fernsehserie – Gastdarsteller in Charmed – Zauberhafte Hexen
- 2003: Beste Darstellung in einer Fernsehserie – Gastdarsteller in Do Over – Zurück in die 80er
- 2004: Beste Gruppe in einem Spielfilm in Mission 3D